# Syndicat des commissaires de la Police nationale
Le Syndicat des commissaires de la Police nationale (SCPN-UNSA) est un syndicat français représentant le « corps de conception et de direction de la Police nationale », qui est l'appellation officielle du corps des commissaires de police.

## Histoire
Le SCPN a été fondé en 1925 par les commissaires de police à la suite d'un vote du congrès de l'association professionnelle et après un vote interne. Il s'appelle alors Syndicat des commissaires municipaux, spéciaux et mobiles de la Sûreté générale. Le commissaire Bernard Sansot en est le premier secrétaire général. Les statuts sont déposés à la préfecture de la Seine le 28 juillet 1925.
En 1948, l'organisation devient le Syndicat indépendant des commissaires de police et des fonctionnaires supérieurs de la Sécurité nationale et de l'Union française. En 1968, elle prend le nom de « Syndicat des commissaires de police et des hauts fonctionnaires de la Police nationale » (SCHFPN) ce qui lui a parfois valu le surnom de « Schtroumpf ». En janvier 2007, elle adopte sa dénomination actuelle.
Le 8 septembre 2009 le congrès du Syndicat des commissaires de la Police nationale (SCPN) décide à l’unanimité son adhésion à la Fédération générale autonome des fonctionnaires (FGAF). En octobre 2009, le SCPN participe à la création au sein de celle-ci de la Fédération autonome des métiers de l'Intérieur (FAMI) avec Horizon-SGPATSI (syndiquant les personnels administratifs, techniques et infirmiers) et le SNPPS (personnels scientifiques). En avril 2014, le SCPN et le SNPPS quittent la FGAF pour l'UNSA.
Il devient le SCPN-UNSA en intégrant la FASMI-UNSA avec l'UNSA Police, le SNPPS-UNSA, l'UNSA Officiers, le SPPN-UNSA (Psychologues de la Police Nationale), l'UATS Unsa (Union des Personnels administratifs, Techniques et Spécialisés), l'UNSA SANEER (Syndicat Autonome National des Experts de l’Éducation Routière).

## Secrétaires généraux
- 1986-1989 : Daniel Dugléry
- 1989-1992 :  Jean-Pierre Havrin
- 1992-1997 : Émile Perez
- 1997-2003 : André Michel Ventre
- 2003-2006 : Jean-Marie Salanova
- 2006-2008 : Olivier Damien
- 2008-2012 : Sylvie Feucher
- 2012-2014 : Emmanuel Roux
- 2014-2018 : Céline Berthon
- 2018-2023 : David Le Bars
- 2023- : Frédéric Lauze

## Représentativité
Le syndicat est traditionnellement très majoritaire dans le corps qu'il représente. En 2001, il obtient 80,03 % des suffrages et 5 sièges en commission administrative paritaire, en 2003, 88,32 % des voix et 6 sièges. Toutefois, lors des élections de 2006, il subit la concurrence d'un nouveau syndicat, le SICP qui obtient 35,79 % des voix et 2 sièges. Le SCPN a donc vu sa représentativité ramené à 58,50 % des suffrages et 3 sièges, la 3e liste, UNSA Police, réalisant 5,71 %.
Les élections intervenues le 6 mai 2010 ont attribué respectivement 66,20 % des voix au SCPN et 33,80 % des voix au SICP. Le SCPN obtient donc 3 sièges sur 4. UNSA Police n'avait pas présenté de liste. Le SCPN représente seul les commissaires de police au sein du Comité Technique Paritaire Central, au Conseil d'Administration de l'Ecole Nationale Supérieure de la Police Nationale.

## Publication
Le SCPN édite depuis avril 1972 un magazine à destination des hauts fonctionnaires de la police nationale, La Tribune du commissaire, désormais publiée tous les deux mois sous forme de newsletter numérique. Le syndicat communique également sur les réseaux sociaux sous le compte Twitter @ScpnCommissaire.

## Polémiques
Le 26 novembre 2022, après plusieurs tweets à ce sujet de députés du Rassemblement national et de Reconquête, David Le Bars, secrétaire général du syndicat, appelle sur twitter la Fnac à réagir à la mise en vente sur leur site d'un jeu, Antifa, qui ferait la promotion de comportements violents en manifestation. Le lendemain, la Fnac s'excusait et retirait l'article de ses rayons et de son site. L’auteur et l’éditeur affirment qu’il n’attente en rien à la légalité et dénoncent une censure. Le 29 novembre 2022, la Fnac décide de proposer de nouveau le jeu à la vente.
Lors de la polémique sur la page wikipedia de la Station hertzienne militaire de Pierre-sur-Haute en 2013, le SCPN évoque, sans que cela engage la DCRI qui avait lancé cette polémique, l'éventualité d'un blocage de l'article par décision judiciaire : « Nous avons des moyens juridiques en France, il faudrait que les différents opérateurs internet reçoivent l'ordre judiciaire de bloquer l'accès aux pages concernées », précise le secrétaire général du syndicat, Emmanuel Roux,. Reporters sans frontières (RSF) déplorera les actions des autorités françaises en tant que « précédent regrettable ».